# Wolfgang Rihm
Wolfgang Michael Rihm (ur. 13 marca 1952 w Karlsruhe, zm. 27 lipca 2024 w Ettlingen) – niemiecki kompozytor i pedagog.
Autor ponad 500 utworów instrumentalnych, wokalnych i scenicznych, z których Jakob Lenz jest jedną z najczęściej wystawianych oper kameralnych na niemieckojęzycznych scenach operowych.

## Życiorys
W 1968 rozpoczął naukę kompozycji u Eugena Wernera Welte w konserwatorium w Karlsruhe. W latach 1972–1973 studiował u Karlheinza Stockhausena w Kolonii, a następnie w latach 1973–1976 u Klausa Hubera w Hochschule für Musik we Fryburgu Bryzgowijskim oraz muzykologię u Hansa Heinricha Eggebrechta na fryburskim Uniwersytecie. Korzystał również z porad Wolfganga Fortnera i Humphreya Searle’a. W 1979/1980 był stypendystą Deutsche Künstlerakademie (10-miesięczna rezydentura w Villi Massimo w Rzymie).
W latach 1973–1978 był wykładowcą w konserwatorium (Staatliche Hochschule für Musik) w Karlsruhe, w 1985 objął katedrę kompozycji tej uczelni, jego uczniem był m.in. Dariusz Przybylski. Od 1978 regularnie wykładał też na Kursach Darmstadzkich. Kompozytor rezydent Festiwalu w Lucernie (1997) i Festiwalu w Salzburgu (2000) oraz dyrektor artystyczny (latem 2016) i wykładowca Akademii Festiwalowej w Lucernie. Oprócz zajęć dydaktycznych wygłasza liczne odczyty, pisze eseje i opracowania na tematy muzyczne.
W latach 1984–1989 był konsultantem artystycznym Deutsche Oper Berlin. Od 1982 był członkiem prezydium Deutscher Komponisten-Verband, a od 1989 wchodził w skład Rady Nadzorczej Stowarzyszenia GEMA.

## Życie prywatne
W 1998 zdiagnozowano u Rihma nowotwór, od 2016 choroba znacznie się nasiliła. W 2019 powstał godzinny film dokumentalny Das Vermächtnis na temat jego „komponowania  z rakiem” – jak to sam autoironicznie określił. Film pokazuje kompozytora prywatnie – jego rozmowy z żoną Vereną i przemyślenia snute nad ulubionym jeziorem Ferma w pobliżu Karlsruhe. Towarzyszy też kompozytorowi w ryzykownej dla zdrowia podróży na Festiwal w Lucernie, ukazując jego niezłomność w kontynuowaniu, wbrew chorobie, działalności kompozytorskiej i pedagogicznej.

## Twórczość
W początkowym okresie twórczości Rihm czerpał z różnych stylów i technik kompozytorskich, m.in. dodekafonii, serializmu, techniki mikrointerwałowej, punktualizmu. Nie stosował się jednak ściśle do zasad określonych w tych technikach, dając pierwszeństwo spontaniczności procesu twórczego. Swobodnie łączył środki o różnej proweniencji, które urozmaicał i upraszczał (np. poprzez frazy przypominające mowę), przez co jego muzyka stawała się zrozumiała i czytelna. W jego utworach dominowała epicka narracyjność i ekspresyjna dramaturgia osiągana przez harmoniczne kontrasty i wybuchowe kulminacje. Charakterystyczne kompozycje tego okresu to Lichtzwang, na skrzypce i orkiestrę (1975–1976) oraz utwory orkiestrowe Morphonie (1972), Dis-Kontur (1974) i Sub-Kontur (1974–1975).
W dziesięcioleciu 1980–1990 Rihm nadal stosował silne i nagłe kontrasty, jednak emocjonalną ekspresję zastąpiła funkcjonalność. Faktura stała się bardziej ekonomiczna, harmonia i barwa bardziej wyrafinowane, a motywy lakoniczne, z bardziej zagęszczoną narracją. Ta redukcja środków, w tym zmniejszanie aparatu wykonawczego, spowodowała wzrost znaczenia muzyki kameralnej. Powstały m.in. cykle utworów kameralnych Fremde Szenen I–III (1982–1984) i Chiffre I–VIII (1982–1988) oraz orkiestrowy Klangbeschreibung I–III (1982–1987) i Kein Firmament na orkiestrę kameralną (1988).
W ostatnim, dojrzałym okresie Rihm ma tendencję do łączenia dotychczasowych osiągnięć. Tworzy rodzaj matrycy formy i wypełnia ją za każdym razem nowym materiałem muzycznym. Ten proces może być kombinacją np. aranżacji, wariacji, parafrazy. Jedną z takich matryc jest Et nunc II, na instrumenty dęte i perkusyjne (1993). Powracając do materiału wyjściowego po raz pierwszy, Rihm zaszczepił na nim partię fortepianu solo, tworząc rodzaj Konzertstück na fortepian, instrumenty dęte i perkusję, zatytułowany Sphere (1992–1994). W późniejszych przeróbkach ta sama matryca Et nunc II, zastosowana częściowo lub w całości, posłużyła jako podstawa dla 4-częściowego cyklu studiów orkiestrowych Vers une symphonie fleuve (1995–2000), pomyślanego jako „work in progress”.

## Odznaczenia i nagrody
(na podstawie materiałów źródłowych)

### Odznaczenia
- 1989 – Medal za Zasługi Orderu Zasługi RFN
- 2001 – Oficer Orderu Sztuki i Literatury
- 2004 – Order Zasługi Badenii-Wirtembergii
- 2011 – Krzyż Komandorski Orderu Zasługi RFN
- 2012 – order Pour le Mérite za zasługi w dziedzinie nauki i sztuki
- 2012 – Komandor Orderu Sztuki i Literatury
- 2014 – Bawarski Order Maksymiliana za Naukę i Sztukę
- 2014 – Krzyż Wielkiego Oficera Orderu Zasługi RFN
- 2015 – Honorowy Medal Prowincji Salzburg

### Nagrody
- 1974 – Preis der Stadt Stuttgart
- 1975 – Preis der Stadt Mannheim
- 1978 – Berlin Kunstpreis Stipendium
- 1978 – Reinhold-Schneider-Preis
- 1978 – Kranichsteiner Musikpreis Darmstadt
- 1978 – Reinhold Schneider–Preis der Stadt Freiburg
- 1979 – stypendium miasta Hamburg
- 1979/1980 – stypendysta Deutsche Akademie Rom Villa Massimo
- 1981 – Nagroda Beethovenowska miasta Bonn
- 1983 – stypendium Cité internationale des arts w Paryżu
- 1984/1985 – stypendium Wissenschaftskolleg zu Berlin
- 1986 – Rolf-Liebermann-Preis za operę Hamletmaschine
- 1991 – Musikpreis der Stadt Duisburg
- 1997 – Prix de Composition Musical de la Fondation Prince Pierre de Monaco
- 1998 – Jacob Burckhardt–Preis der Johann Wolfgang von Goethe–Stiftung
- 2000 – Bach-Preis miasta Hamburg
- 2001 – nagroda Royal Philharmonic Society za Jagden und Formen
- 2003 – Ernst von Siemes Musikpreis
- 2010 – Złote Lwy na Biennale w Wenecji za całokształt twórczości
- 2014 – Robert Schumann Preis für Dichtung und Musik
- 2017 – Preis der Europäischen Kirchenmusik

Doktor honoris causa Wolnego Uniwersytetu Berlińskiego (1998) oraz członek honorowy wielu niemieckich uczelni artystycznych, a także  Europejskiej Akademii Nauk i Sztuk Pięknych i Académie royale des sciences, des lettres et des beaux-arts de Belgique.

## Kompozycje
(na podstawie materiałów źródłowych)

### Cykle
- Abgesangsszenen I–V, słowa F. Nitsche (1979–1981)
- Walzer I–II (1979–1986)
- Tutuguri I–IV (1980–1983)
- Fremde Szenen I–III (1982–1984)
- Chiffre-Zyklus I–VIII (1982–1988); I wyk. pol. Warszawska Jesień (1987)
- Klangbeschreibung I–III (1982–1987); III wyk. pol. Warszawska Jesień (1988)
- Unbenannt I–III (1986–1990)
- Music in memoriam Luigi Nono
  - Cantus firmus – Studie (1990)
  - Ricercare (zweiter Versuch) (1990)
  - Abgewandt 2 (dritter Versuch) (1990)
  - Umfassung (vierter Versuch) (1990–1985)
  - La lugubre gondola/Das Eismeer (fünfter Versuch) (1992–1994)
- Séraphin
  - Etude pour Séraphin (1991–1992)
  - Séraphin: Versuch eines Theaters für Instrumente/Stimmen/... (1993–1994)
  - Séraphin-Spuren (1996)
  - Etude d’après Séraphin (1997)
- – Et nunc I-II (1992/1993)
  - Sphère (1992–1994)
  - Vers une symphonie fleuve I–IV (1994–2000)
- Über der Linie I–VII (1999–2006)
- Fetzen I–VIII (1999–2004)
- Sotto voce I–II (1999–2007)
- Verwandlung I–VI (2002–14)

### Utwory sceniczne
- Faust und Yorick, opera kameralna do libretta wg J. Tardieu (1976)
- Jakob Lenz, opera kameralna do libretta wg G. Büchnera (1977–1978); wyst. pol. Warszawska Jesień, 1985
- Die Hamletmaschine, opera wg H. Müllera (1983–1986)
- Oedipus, opera wg Sofoklesa w przekł. F. Hölderlina (1986–1987)
- Die Eroberung von Mexico, opera wg A. Artauda (1987–1991)
- Dionizos, fantazja operowa do libretta kompozytora na podstawie tekstów F. Nietzschego (2009–2010)

### Utwory orkiestrowe i z towarzyszeniem orkiestry
- I Symphonie (1970)
- Morphonie, na kwartet smyczkowy i wielką orkiestrę (1972)
- Dis-Kontur, na wielką orkiestrę (1974)
- Sub-Kontur, na orkiestrę (1974–1975)
- Lichtzwang, na skrzypce i orkiestrę, pamięci Paula Celana (1975–1976)
- II Symphonie (1975)
- III Symphonie (1976–1977)
- La musique creuse le ciel, na dwa fortepiany i orkiestrę (1977–1978)
- Monodram, na wiolonczelę i orkiestrę (1982–1983)
- Dies, na solistów, chór i orkiestrę (1984)
- Aufzeichnung: Dämmerung und Umriß, na wielką orkiestrę (1985)
- Kein Firmament, na orkiestrę kameralną (1988)
- La Lugubre gondola / Das Eismeer, na dwie grupy orkiestrowe i fortepian (1991)
- Gesungene Zeit, muzyka na skrzypce i orkiestrę (1991)
- IV Symphonie (1994)
- In-Schrift, na orkiestrę (1995)
- Styx und Lethe, na wiolonczelę i orkiestrę (1997–1998)
- Spiegel und Fluss, na orkiestrę (1999)
- Jagden und Formen na orkiestrę (1995–2001)
- Die Stücke des Sängers, na harfę i orkiestrę (2000–2001)
- Das Lesen der Schrift, na orkiestrę (2001–2002)
- Lichtes Spiel, Ein Sommerstück, na skrzypce i małą orkiestrę (2009)
- Will Sound More, na zespół (2011)
- Nähe fern 1, Nähe fern 2 na orkiestrę (2011)
- In-Schrift 2, na orkiestrę (2013)
- Gedicht des Malers, na skrzypce i orkiestrę (2014)
- Gruß-Moment 2, na orkiestrę (2016)
- Duo Concerto, na skrzypce, wiolonczelę i orkiestrę (2015)
- Concerto en Sol, na wiolonczelę i małą orkiestrę, dla Sol Gabetty (2018–2019)

### Utwory wokalne i wokalno-instrumentalne
- Maximum est unum, na głosy solowe, chór, organy i orkiestrę do tekstów Mistrza Eckhardta i Mikołaja Kuzańczyka (1996)
- Deus Passus, na głosy solowe, chór i orkiestrę (1999–2000)
- Rilke:Vier Ge- dichte, na tenor i fortepian (2000)
- Lavant-Gesänge, na alt i fortepian (2000–2001)
- Astralis (Über die Linie III), na chór, wiolonczelę i kotły (2001)
- Sechs Gedichte von Friedrich Nietzsche, na baryton i fortepian (2001)
- Aria/Ariadne, na sopran i zespół instrumentalny (2001)
- Bildnis: Anakreon, Gedichte und Fragmente, na tenor, fortepian, harfę, klarnet i wiolonczelę (2004)
- Das Gehege, Eine nächtliche Szene, na sopran i orkiestrę (2005)
- Fremdes Licht, na sopran, skrzypce, klarnet i małą orkiestrę (2005)
- Akt und Tag, dwie etiudy na sopran i kwartet smyczkowy (2006)
- An Bálint, na recytatora i trio fortepianowe (2007)
- 4 späte Gedichte von Friedrich Rückert, na głos i fortepian (2008)
- Proserpina, monodram na sopran, chór i orkiestrę kameralną (2008)
- Drei Frauen, teatr muzyczny na sopran dramatyczny, tenor i orkiestrę (2001–2009)
- ET LUX, na kwartet wokalny i kwartet smyczkowy (2009)

### Utwory kameralne
- I Streichquartett (1970)
- Tristesse d’une étoile, kwartet smyczkowy (1971)
- Paraphrase, na wiolonczelę, perkusję i fortepian (1972)
- Im Innersten. III Streichquartett (1976); wyk. pol. Warszawska Jesień (1996)
- IV Streichquartett (1979/1981); wyk. pol. Warszawska Jesień (1993)
- Quartettsatz. IX Streichquartett (1993)
- Pol-Kolchis-Nucleus, na zespół kameralny (1991–1996)
- X Streichquartett (1997)
- Concerto (Dithyrambe), na kwartet smyczkowy i orkiestrę (2000)
- Bonus, na zespół kameralny (2001)
- Triona skrzypce, klarnet i fortepian (2003)
- Canzona nuova, na pięć altówek (2006)
- XI Streichquartett(2010)

## Publikacje
- 1997 – Wolfgang Rihm, Ulrich Mosch (red.). Ausgesprochen: Schriften und Gespräche. Winterthur: Amadeus Verlag. ISBN 3-7957-0395-6 (niem.)
- 2001 – Wolfgang Rihm, Reinhold Brinkmann. Musik Nachdenken: Reinhold Brinkmann und Wolfgang Rihm im Gespräch. Regensburg: ConBrio Verlag. ISBN 3-932581-47-4 (niem.)
- 2002 – Wolfgang Rihm, Ulrich Mosch (red.). Offene Enden: Denkbewegungen um und durch Musik. Munich: Hanser Verlag. ISBN 978-3-446-20142-2 (niem.)